# Concert d'àngels (Retaules de l'Hospital de Tavera)
Concert d'àngels és una obra d'El Greco, realitzada a l'oli sobre tela el 1608, durant el seu darrer període toledà. S'exhibeix a la Galeria Nacional d'Atenes (Atenes). Consta amb el número 44-B en el catàleg raonat d'obres d'El Greco realitzat per Harold Wethey.

## Anàlisi de l'obra
Oli sobre llenç; 112 x 205 cm.; Galeria Municipal d'Atenes
Aquesta obra prové de L'anunciació, realitzada per a un dels retaules de l'Hospital de Tavera. No es tracta d'una composició independent, sinó de la part inferior del mencionat llenç, del qual va ésser retallat, probablement a finals del segle xix. Aquí apareix un cor celestial d'àngels, alguns d'ells amb l'esquena cap a l'espectador, el que significa un dels recursos d el manierisme. Els caps molt allargats i l'anatomia dels personatges són una herència de Miquel Àngel, encara que també s'aprecien retocs de Jorge Manuel, fill del pintor
Els colors són pàl·lids i força mesclats amb blanc. Hi ha varis tons de rosa, verd, blau i blanc.

## Procedència
- Marqués de Castro Serna, Madrid.
- Vizconde de Rota, Madrid.
- von Nemes, Budapest.
- exhibit a la Alte Pinakothek, Múnic.
- comprat per la Galeria Municipal d'Atenes, l'any 1931.